# فهرست فعالان حقوق زنان در ایران
فهرستی از فعالان حقوق زنان در ایران

## آ
- شهناز آزاد[۱]
- طوبا آزموده[۱]

## ا
- نوشین احمدی خراسانی (از مؤسسان مرکز فرهنگی زنان)[۲]
- زهرا احمدی (از فعالان حقوق زنان کارگر و عضوکمپین یک میلیون امضا)[۳]
- پروین اردلان (از مؤسسان مرکز فرهنگی زنان)[۲]
- شهربانو امانی انگنه (نماینده مردم ارومیه در مجلس شورای اسلامی در دوره‌های پنجم و ششم، فعال حوزه زنان مشاور رئیس سازمان حفاظت محیط زیست ایران در امور زنان و خانواده)
- زهره ارزنی (از وکلا و حقوقدانان کمپین یک میلیون امضا)[۳]
- فخرعظمی ارغون[۱]
- بی‌بی‌خانم استرآبادی (از نخستین نویسندگان حقوق زنان)[۴])
- مسعود اسدی محل چالی<نویسنده کتاب فضاهای جنسیتی و تجربه شهر، بامقدمه ای از پروفسور دفنی اسپاین، نشر آرمانشهر>
- محترم اسکندری[۱]
- نازی اسکویی (فعال حوزه زنان و مدیر مسئول نشر دیگر)[۵]
- شهلا اعزازی (جامعه‌شناس، نویسنده و استاد دانشگاه رشته مطالعات زنان - رئیس گروه مطالعات زنان انجمن جامعه‌شناسی ایران)[۶]
- مستوره افشار[۱]
- خدیجه افضل وزیری[۷]
- نسرین افضلی
- فهیمه اکبر
- ماه‌سلطان امیرصحی[۱]
- شهلا انتصاری[۲]

## ب
- ژیلا بنی‌یعقوب (سردبیر نشریه اینترنتی کانون زنان ایرانی و مسئول گروه اجتماعی و زنان روزنامه سرمایه)[۸]
- مریم بهرمن

## پ
- فخرآفاق پارسا[۱]
- پروین پایدار

## ح
- مریم حسین‌خواه (از مسئولان نشریه زنستان و وبگاه تغییر برای برابری)[۹]

## خ
- مریم خراسانی[۱۰]
- فهیمه خضر حیدری

## د
- فریبا داوودی مهاجر[۲]
- پرستو دوکوهکی[۱۱]
- صدیقه دولت‌آبادی[۱]
- عصمت‌الملوک دولتداد[۱۲]
- مهرانگیز دولت‌شاهی[۱۳]

## ر
- مهرتاج رخشان
- سپیده رشنو

## س
- نسرین ستوده (حقوقدان، همچنین فعال حقوق کودکان و حقوق بشر)[۱۴]

## ش
- شهلا شرکت (مدیر مسئول ماهنامه زنان)[۱۵]
- منصوره شجاعی (از مؤسسان مرکز فرهنگی زنان)[۲]
- زندخت شیرازی[۱]

## ص
- فاطمه صادقی
- شادی صدر[۲]

## ط
- اعظم طالقانی (مدیر مسئول نشریه پیام هاجر)[۱۶][۱۷]
- طاهره قرةالعین یا طاهره قزوینی (از سران جنبش بابی و اولین پیروان سید علی‌محمد باب و جنبش برابری خواهی زنان)[۱۸][۱۹][۲۰][۲۱][۲۲]
- سوسن طهماسبی

## ع
- محبوبه عباسقلی‌زاده[۲]
- دلارام علی[۲۳][۲۴]
- مریم عمید (مزین‌السلطنه)[۱]

## ف
- مریم فیروز (از مؤسسان سازمان زنان ایران)[۲۵][۲۶]
- ساناز فاضلی (فعال حقوق زنان و کودکان)

 بانو آزادی |خبر|فعال حقوق زنان |ساناز فاضلی
- فیروزه فیروز  (فعال حقوق زنان) مؤسسه "مرکز مطالعات زنان فیروزه"؛ پژوهشگر و نویسنده کتاب: طلاق توافقی، مجموعه شعر " اختر آفاق" کارشناس ارشد مطالعات زنان گرایش زن و خانواده و دکتری جامعه‌شناسی گرایش مسایل اجتماعی مقالات: سیر پیدایی و گسترش کودکستان‌ها (۱۳۲۰- ۱۳۰۰ شمسی)[پیوند مرده]معرفی اعضای شورای اسناد ملی (۱۳۵۰–۱۳۸۶ ش. / ۱۹۷۱–۲۰۰۷ م)

معرفی کتاب"شورای امنیت و جنگ تحمیلی عراق علیه جمهوری اسلامی ایران"

## ک
- مهرانگیز کار (حقوقدان - نویسنده کتابهای زیادی دربارهٔ حقوق زنان در ایران)
- کاوه کرمانشاهی (فعال سیاسی)

## ل
- شهلا لاهیجی (پایه‌گذار انتشارات روشنگران و مطالعات زنان)[۲۷]

## م
- فریده ماشینی[۲]
- فخرالسادات محتشمی‌پور[۲]
- مه‌کامه محصص
- مینو مرتاضی لنگرودی (مرضیه مرتاضی)[۲][۲۸]
- کاوه مظفری[۲]
- خدیجه مقدم[۲]
- ژیلا موحد شریعت پناهی نویسنده کتابهای «تحلیلی نو بر حقوق زن از دیدگاه قران» و «پرتوی از نهضت حسینی»[۲۹]
- نورالهدی منگنه[۱]
- شهیندخت مولاوردی[۲]
- عشا مؤمنی[۳۰]
- فیروزه مهاجر[۳۱]

## ن
- مهرنوش نجفی راغب (حقوقدان، نویسنده، شاعر، پژوهشگر، عضو دوره سوم شورای شهر همدان)
- شیوا نظر آهاری
- روشنک نوعدوست[۱]
- نسرین افضلی
- نیل کمندی (بنیان گذار و مدیر ارشد مجمع کمپین حقوق زنان، فعال و وکیل حقوق زنان)

## هـ
- بهاره هدایت[۳۲]